# إيست واناتشي
إيست واناتشي (بالإنجليزية: East Wenatchee)‏ هي إحدى مدن ولاية واشنطن في الولايات المتحدة الأمريكية.

## التركيبة السكانية
قام مكتب تعداد الولايات المتحدة بتحديد بيانات التركيبة السكانية لإيست واناتشيفي تعداد الولايات المتحدة. في ما يلي، التركيبة السكانية حسب تعدادي 2000 و2010.

### تعداد عام 2000
بلغ عدد سكان إيست ثيرموبوليس 274 نسمة بحسب تعداد عام 2000، وبلغ عدد الأسر 150 أسرة وعدد العائلات 61 عائلة مقيمة في البلدة. في حين سجلت الكثافة السكانية 1,565.8 نسمة لكل ميل مربع (604.6/كم2). وبلغ عدد الوحدات السكنية 166 وحدة بمتوسط كثافة قدره 948.6 نسمة لكل ميل مربع (366.3/كم2).
وتوزع التركيب العرقي للبلدة بنسبة 91.97% من البيض و 1.46% من الأمريكيين الأصليين و 0.36% من الأمريكيين الأفارقة و 5.11% من عرقين مختلطين أو أكثر.
بلغ عدد الأسر 150 أسرة كانت نسبة 16.0% منها لديها أطفال تحت سن الثامنة عشر تعيش معهم، وبلغت نسبة الأزواج القاطنين مع بعضهم البعض 31.3% من أصل المجموع الكلي للأسر، ونسبة 7.3% من الأسر كان لديها معيلات من الإناث دون وجود شريك، وكانت نسبة 59.3% من غير العائلات. تألفت نسبة 56.0% من أصل جميع الأسر من أفراد ونسبة 38.7% كانوا يعيش معهم شخص وحيد يبلغ من العمر 65 عاماً فما فوق. وبلغ متوسط حجم الأسرة المعيشية 2.61، أما متوسط حجم العائلات فبلغ 1.75.
بلغ العمر الوسطي للسكان 55 عاماً. وكانت نسبة 21.2% من القاطنين تحت سن الثامنة عشر، وكانت نسبة 4.7% بين الثامنة عشرة والأربعة وعشرين عاماً، ونسبة 16.1% كانت واقعةً في الفئة العمرية ما بين الخامسة والعشرين والأربعة وأربعين عاماً، ونسبة 25.5% كانت ما بين الخامسة والأربعين والرابعة والستين، ونسبة 32.5% كانت ضمن فئة الخامسة والستين عاماً فما فوق. يوجد لكل 100 أنثى 79.1 ذكر، ويوجد لكل 100 أنثى في الثامنة عشر من عمرها فما فوق 64.9 ذكر.
بلغ متوسط دخل الأسرة في البلدة 18,056 دولار، أما متوسط دخل العائلة فبلغ 30,313 دولار. وكان متوسط دخل الذكور 21,250 دولار مقابل 17,386 دولار للإناث. وسجل دخل الفرد الخاص بالبلدة 11,280 دولار. وكانت نسبة 7.0% من العائلات ونسبة 16.8% من السكان تحت خط الفقر، وكان من هؤلاء نسبة 9.8% تحت سن الثامنة عشر ونسبة 22.4% في الخامسة والستين من العمر وما فوق.

### تعداد عام 2010
بلغ عدد سكان إيست واناتشي 13,190 نسمة بحسب تعداد عام 2010، وبلغ عدد الأسر 4,997 أسرة وعدد العائلات 3,517 عائلة مقيمة في المدينة. في حين سجلت الكثافة السكانية 3,471.1 نسمة لكل ميل مربع (1,340.2/كم2). وبلغ عدد الوحدات السكنية 5,275 وحدة بمتوسط كثافة قدره 1,388.2 لكل ميل مربع (536.0/كم2).
وتوزع التركيب العرقي للمدينة بنسبة 80.1% من البيض و 1.2% من الأمريكيين الأصليين و 0.9% من الأمريكيين ذوي الأصول الآسيوية و 0.1% من سكان جزر المحيط الهادئ و 0.3% من الأمريكيين الأفارقة و 3.4% من عرقين مختلطين أو أكثر.
بلغ عدد الأسر 4,997 أسرة كانت نسبة 36.5% منها لديها أطفال تحت سن الثامنة عشر تعيش معهم، وبلغت نسبة الأزواج القاطنين مع بعضهم البعض 50.4% من أصل المجموع الكلي للأسر، ونسبة 14.3% من الأسر كان لديها معيلات من الإناث دون وجود شريك، بينما كانت نسبة 5.6% من الأسر لديها معيلون من الذكور دون وجود شريكة وكانت نسبة 29.6% من غير العائلات. وبلغ متوسط حجم الأسرة المعيشية 3.08، أما متوسط حجم العائلات فبلغ 2.63.
بلغ العمر الوسطي للسكان 35.2 عاماً. وكانت نسبة 26.4% من القاطنين تحت سن الثامنة عشر، وكانت نسبة 9.9% بين الثامنة عشرة والأربعة وعشرين عاماً، ونسبة 24.9% كانت واقعةً في الفئة العمرية ما بين الخامسة والعشرين والأربعة وأربعين عاماً، ونسبة 24.5% كانت ما بين الخامسة والأربعين والرابعة والستين، ونسبة 14.2% كانت ضمن فئة الخامسة والستين عاماً فما فوق. وتوزع التركيب الجنسي للسكان بنسبة 48.4% ذكور و51.6% إناث.